# Vaarkaart

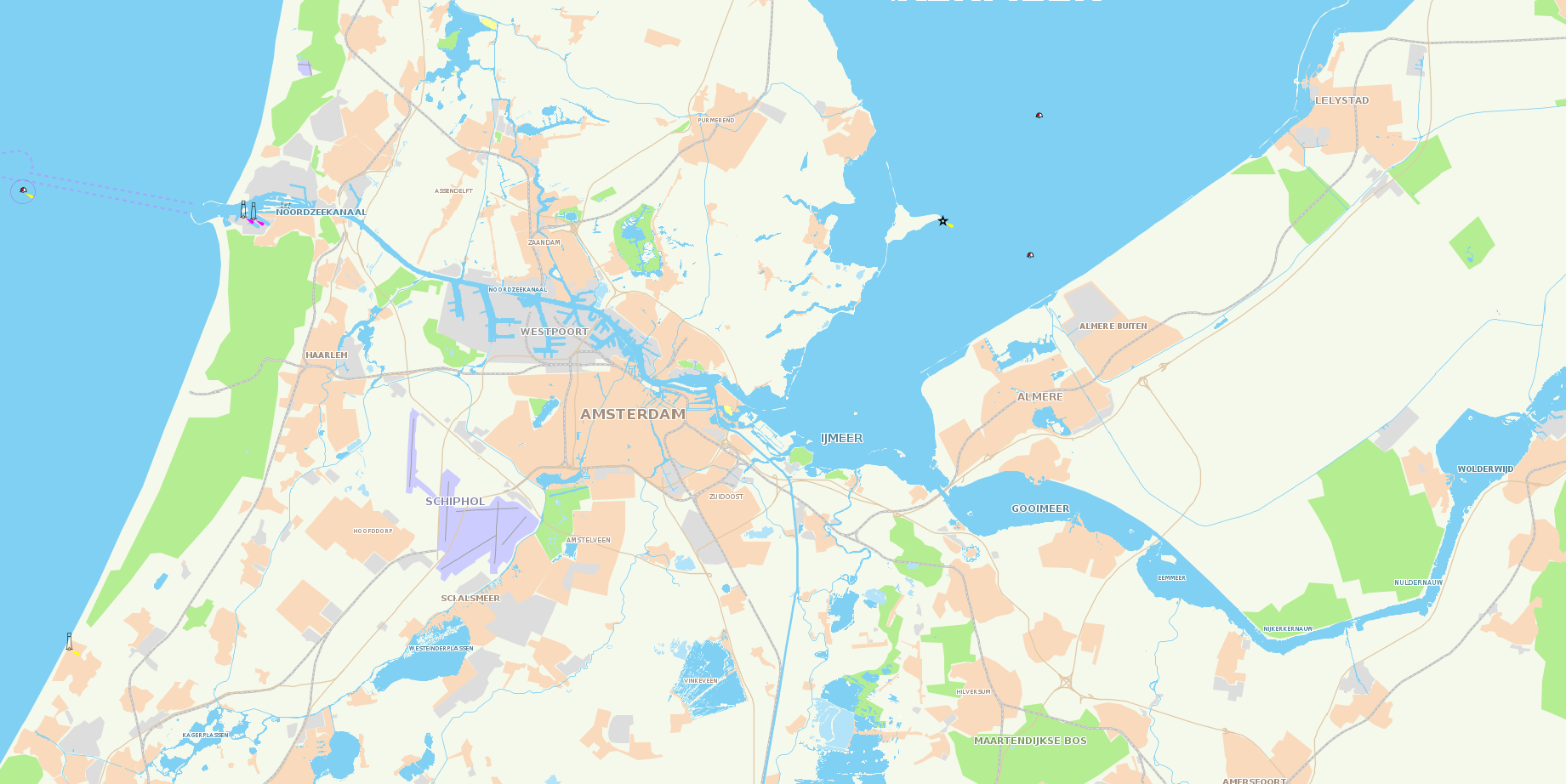
Voorbeeld van een topografische waterkaart

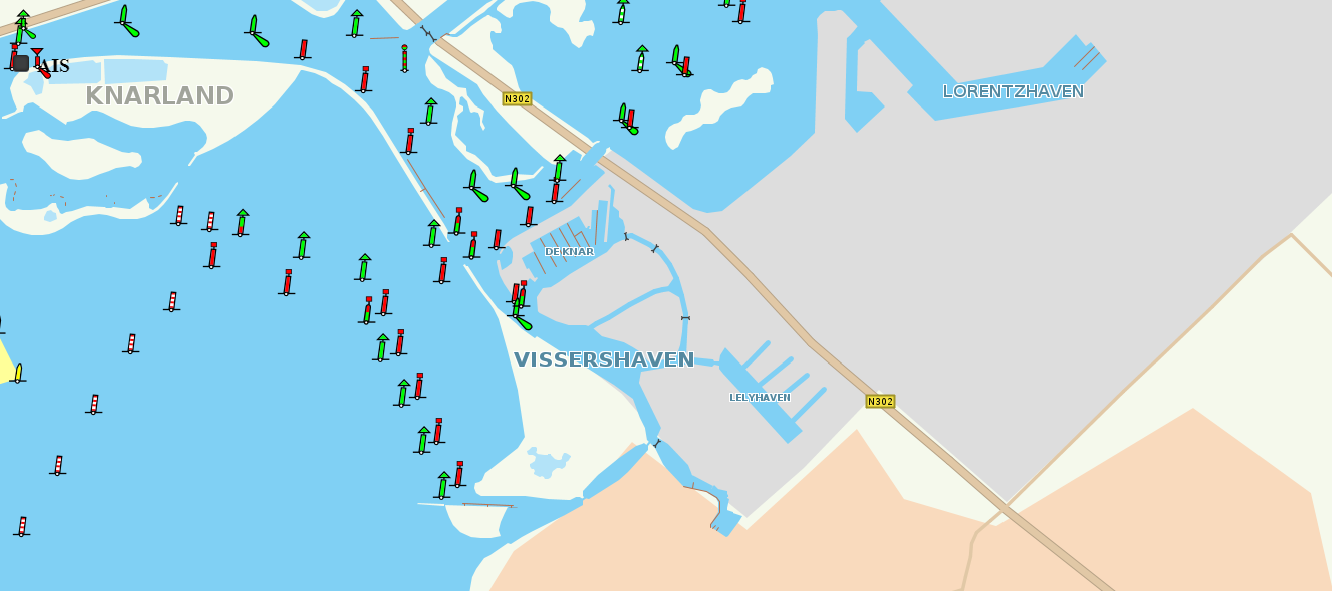
Detail van een MarinePlan vaarkaart

Een vaarkaart of waterkaart is een kaart die op boten wordt gebruikt. Op de kaart staan alle bevaarbare kanalen, rivieren en meren voor een bepaald gebied. Meestal beslaat een vaarkaart slechts een klein gebied omdat ze gedetailleerde informatie moet weergeven over de bevaarbare waterwegen. Er bestaat een papieren variant, maar de elektronische navigatiekaart is aan een opmars bezig. Aan boord zou de elektronische waterkaart d.m.v. een app of laptop te raadplegen zijn.
Buiten plaatsbepaling kan men op een vaarkaart nog veel meer informatie aflezen:
- Situering van:
  - havens en jachthavens
  - bruggen, incl. doorvaarthoogte en -breedte
  - sluizen, incl. schutlengte, kolkbreedte en dorpeldiepte
  - bootliften
  - afmeerplaatsen
  - bevoorradingspunten en faciliteiten
  - jachtclubs en watersportverenigingen
- Informatie over afmetingen kanaal of rivier:
  - Dwarsdoorsneden
  - Doorvaarthoogtes
  - Zandbanken en andere obstakels
  - Waterdieptes
  - Van toepassing zijnde wetgeving
- Handige informatie:
  - Regels omtrent varen
  - Telefoonnummers
  - Bedieningstijden van sluizen en bruggen
  - Regelgeving rond vaaruren en vergunningen